# 米爾斯屈萊

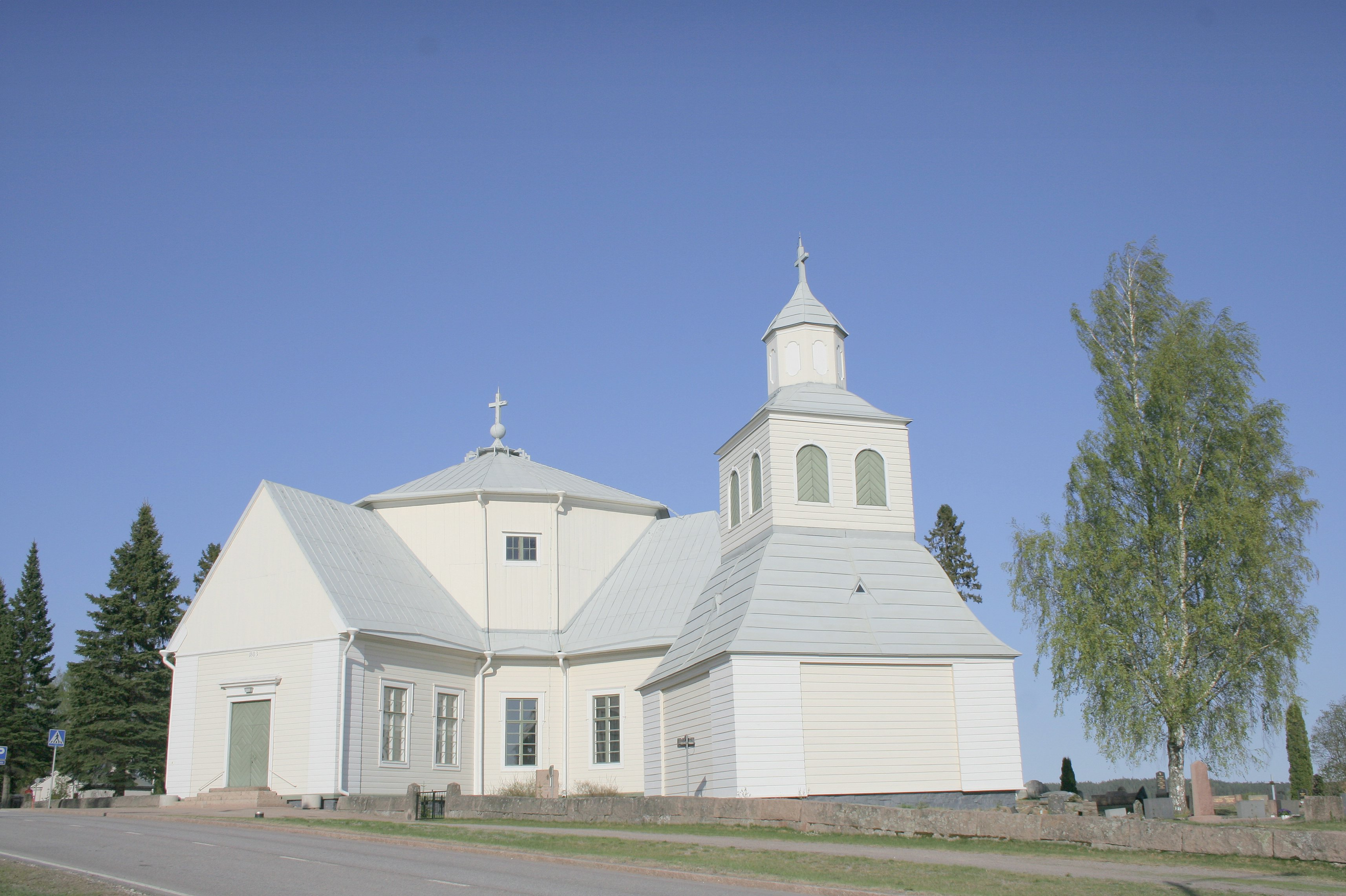
米爾斯屈萊教堂

米爾斯屈萊（芬蘭語：Myrskylä）是芬蘭新地區的市鎮，位於該國南部，距離首都赫爾辛基75公里，始建於1636年，面積206.34平方公里，2013年人口2,011，人口密度為每平方公里10.04人。

## 外部連結
- 米爾斯屈萊市镇官方网站 （页面存档备份，存于） （文） （瑞典文）